# ROUGE (ビー・ザ・ウルフのアルバム)
『ROUGE』（ルージュ）は、イタリアのハードロックバンド、ビー・ザ・ウルフが2016年に発表したアルバム。初回限定版には、初来日時のライブ音源が収録されたDISC2が同梱されている。

## 解説
ビー・ザ・ウルフのセカンドアルバムであるが、トリオになって初めてリリースされたアルバムであること、また前作「IMAGO」は2年かけて楽曲を集めたコンピレーション的アルバムであったことから、メンバーは実質的なファーストアルバムであると見做している。
2015年11月のパリ同時多発テロ事件に触発された、「世界で起きている間違ったこと」「人間の邪悪な行為」に関するコンセプトアルバムで、テロの犠牲者への追悼の意を込めて、タイトルは『ROUGE』（フランス語で「赤」）とし、ジャケットも赤字に黒で狼のシンボルを入れた、シンプルかつメッセージ性の強いものとなっている。テロの翌日には歌メロが5～6曲出来上がっており、1曲目は「Gold Diggers」だった。その時点では歌詞は完成しておらず、2016年の来日時点で披露した曲の中には、収録前にタイトルや歌詞が変更されたものもある。
収録されている「Shibuya」は初来日の最終日に見た渋谷の夜明けにインスパイアされて出来た曲で、滞在中に歌詞を、帰国後に曲を作っている。また、ボーナス・トラックの「Locked Out Of Heaven」は、初来日時のインストア・イベントで一番好評だったため選んだものである。
全曲、フェデリコが作詞・作曲をし、メンバー全員でアレンジする方式を採っている。

## 収録曲
1. フェノメノンズ - Phenomenons
2. ダウン・トゥ・ザ・リヴァー - Down To The River
3. アニマルズ - Animals
4. ブラー・ブラー・ブラー - Blah Blah Blah
5. シブヤ - Shibuya
6. ゴールド・ディガーズ - Gold Diggers
7. ピープス - Peeps
8. ライズ・アップ・トゥゲザー - Rise Up Together
9. ゲーム - The Game
10. フリーダム - Freedom

### ボーナス・トラック
1. ロックド・アウト・オブ・ヘヴン - Locked Out Of Heaven
（ブルーノ・マーズのカバー）

### DISC2（初回限定版のみ）
1. カメレオン - Chameleon
2. ジャングル・ジュリア - Jungle Julia
3. フロリンダズ・マーダー - Florinda's MUrderer
4. コメディアン - The Comedian
5. ピープス - Peeps
6. フォール - The Fall
7. ゴールド・ディガーズ - Gold Diggers
8. フェノメノンズ - Phenomenons
9. ワン・マン・ウルフパック - One Man Wolfpack

## 参加ミュージシャン
- フェデリコ・モンデッリ - (Vo/G)
- マルコ・ヴェルドネ - (B)
- ポール・カネッティ - (Ds)